# 마샤 번

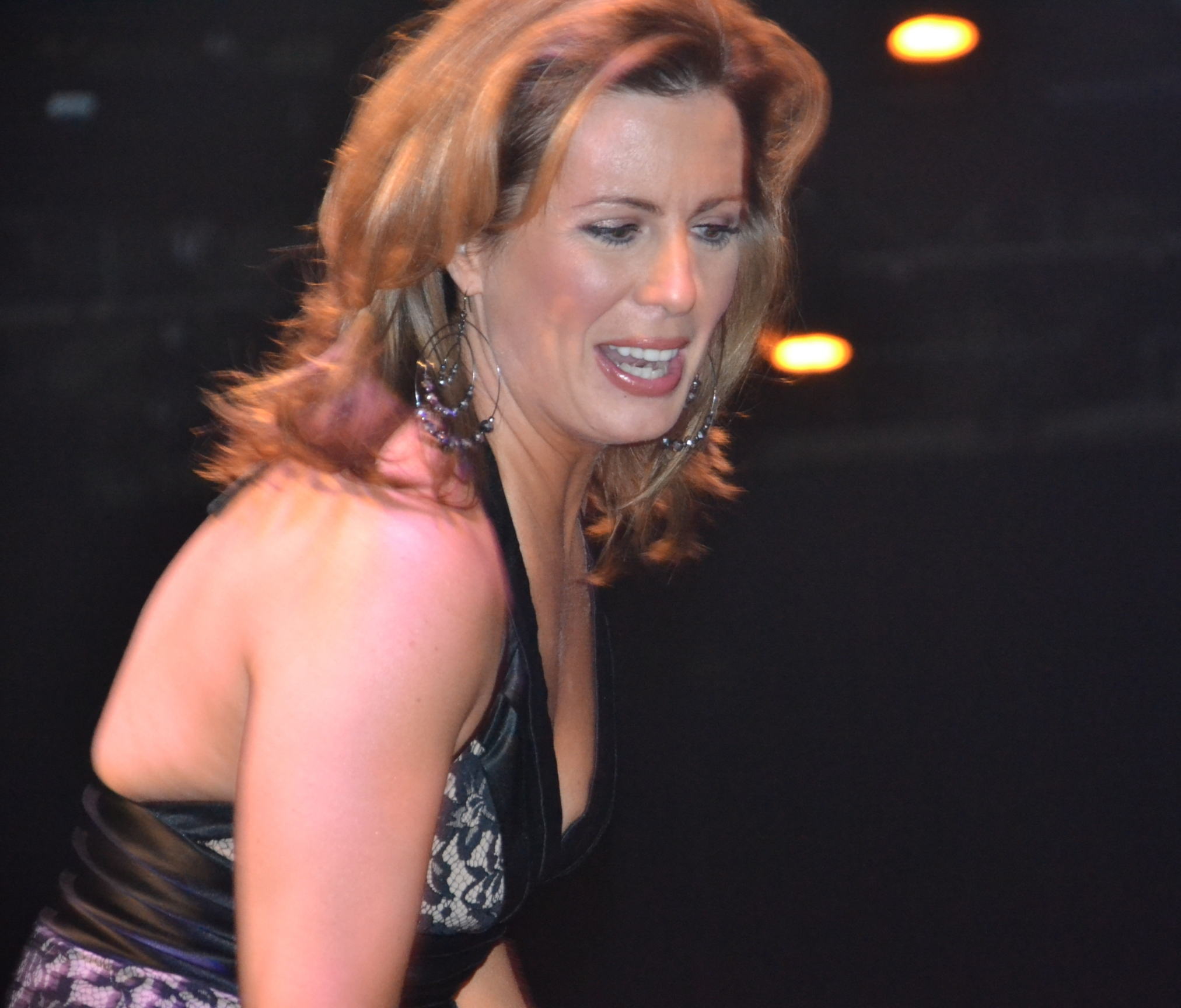

마사 번(Martha Byrne, 1969년 12월 23일 ~ )은 미국의 배우, 각본가, 가수이다.

## 출연 작품
- 바이 바이 샐리 (2009년)
- 라이프 애프터 투마로우 (2006년) - 본인 역
- 마스크멘 (1997년)
- 부서진 요람 (1997년)
- 스위트 라이프 (1991년)
- 평원의 추적자 (1989년)
- 무한한 힘 (1983년)

### 텔레비전
- 비앤비 (1987년)
- 애즈 더 월드 턴즈 (1956년)